# Mosze Sinaj
Mosze Sinaj (hebr. משה סיני, ur. 22 lutego 1961 w Jafie) – izraelski piłkarz grający na pozycji pomocnika. W reprezentacji Izraela rozegrał 47 meczów i zdobył w nich 7 goli.

## Kariera klubowa
Swoją karierę piłkarską Sinaj rozpoczął w klubie Maccabi Jafa. W 1978 roku awansował do pierwszego zespołu Maccabi. W sezonie 1978/1979 zadebiutował w jego barwach w pierwszej lidze izraelskiej. W Maccabi grał do końca 1979 roku.
Na początku 1980 roku Sinaj przeszedł do Hapoelu Tel Awiw. W sezonie 1979/1980 wywalczył z nim wicemistrzostwo kraju. Z kolei w sezonie 1980/1981 został mistrzem kraju. Za 1981 roku został wybrany Piłkarzem Roku w Izraelu. W sezonie 1982/1983 zdobył z Hapoelem Puchar Izraela. W sezonie 1985/1986 po raz drugi został mistrzem kraju. Latem 1987 odszedł do belgijskiego KSK Beveren, ale jeszcze w trakcie sezonu 1987/1988 wrócił do Hapoelu i wywalczył z nim tytuł mistrzowski.
W sezonie 1989/1990 Sinaj odszedł do Bene Jehuda Tel Awiw. Został z nim po raz czwarty w karierze mistrzem Izraela, a za rok 1990 nagrodzono go tytułem Piłkarza Roku. Po roku gry w Bene Jehuda wrócił do Hapoelu Tel Awiw. W 1993 roku zakończył w nim swoją karierę.
| Sezon   | Klub                 | Kraj   | Rozgrywki     | Mecze | Bramki |
| ------- | -------------------- | ------ | ------------- | ----- | ------ |
| 1978/79 | Maccabi Jafa         | Izrael | Liga Leumit   | 11    | 1      |
| 1979/80 | Maccabi Jafa         | Izrael | Liga Leumit   | 12    | 0      |
| 1979/80 | Hapoel Tel Awiw      | Izrael | Liga Leumit   | 10    | 1      |
| 1980/81 | Hapoel Tel Awiw      | Izrael | Liga Leumit   | 28    | 6      |
| 1981/82 | Hapoel Tel Awiw      | Izrael | Liga Leumit   | 26    | 11     |
| 1982/83 | Hapoel Tel Awiw      | Izrael | Liga Leumit   | 27    | 6      |
| 1983/84 | Hapoel Tel Awiw      | Izrael | Liga Leumit   | 28    | 10     |
| 1984/85 | Hapoel Tel Awiw      | Izrael | Liga Leumit   | 28    | 3      |
| 1985/86 | Hapoel Tel Awiw      | Izrael | Liga Leumit   | 28    | 9      |
| 1986/87 | Hapoel Tel Awiw      | Izrael | Liga Leumit   | 27    | 6      |
| 1987/88 | KSK Beveren          | Belgia | Eerste klasse | 7     | 0      |
| 1987/88 | Hapoel Tel Awiw      | Izrael | Liga Leumit   | 23    | 8      |
| 1988/89 | Hapoel Tel Awiw      | Izrael | Liga Leumit   | 29    | 13     |
| 1989/90 | Bene Jehuda Tel Awiw | Izrael | Liga Leumit   | 32    | 14     |
| 1990/91 | Hapoel Tel Awiw      | Izrael | Liga Leumit   | 25    | 8      |
| 1991/92 | Hapoel Tel Awiw      | Izrael | Liga Leumit   | 27    | 4      |
| 1992/93 | Hapoel Tel Awiw      | Izrael | Liga Leumit   | 12    | 2      |

## Kariera reprezentacyjna
W reprezentacji Izraela Sinaj zadebiutował 25 lutego 1981 roku w przegranym 0:1 meczu eliminacji do MŚ 1982 ze Szkocją, rozegranym w Ramat Gan. Grał też w do MŚ 1986 i w do MŚ 1990. Od 1981 do 1990 roku rozegrał w kadrze narodowej 47 meczów, w których zdobył 7 bramek.

## Kariera trenerska
Po zakończeniu kariery piłkarskiej Sinaj został trenerem. W latach 1993–1997 prowadził Hapoel Tel Awiw. W latach 1997–1998 był trenerem Maccabi Petach Tikwa. W latach 2000–2004 był selekcjonerem reprezentacji Izraela U-21, a w latach 2006–2010 pełnił funkcję asystenta selekcjonera reprezentacji Izraela Drora Kasztana. W sezonie 2009/2010 był trenerem Maccabi Herclijja, a w latach 2012–2013 ponownie prowadził Maccabi Petach Tikwa.